# Герб Благодарного
Герб города Благодарного — один из официальных символов упразднённого городского поселения город Благодарный Ставропольского края России.
Первый герб, разработанный художником И. Тихенко, утверждён решением Благодарненского Совета народных депутатов от 1 декабря 1999 года № 119. Позднее он был доработан и утверждён решением городского Совета от 2 марта 2000 года № 131. Графическую доработку выполнил художник Р. Назаров.
После очередной корректировки герб был переутверждён решением Благодарненской городской Думы от 2 марта 2006 года № 282. Разработку последнего варианта выполнил авторский коллектив в составе: И. Тихенко, К. Мочёнов, К. Переходенко, Р. Назаров, и Г. Русанова.
18 мая 2006 года герб города Благодарного внесён в Государственный геральдический регистр РФ с присвоением регистрационного номера 2278.

## Описание и обоснование символики
Геральдическое описание (блазон) гласит:

В лазоревом (синем, голубом) поле над золотым отвлечённым снизу мостом, мурованным и о двух арках — вверху летящий влево червлёный (красный) голубь с серебряными головой и перьями, скрывающими лапы, с воздетыми серебряными крыльями, широко окаймлёнными червленью, и с чёрными глазами.— Решение Благодарненской городской Думы от 2 марта 2006 года № 282
Смысловое значение герба отражает главные природные, исторические и культурные достопримечательности города, основанного во второй половине XVIII века первопоселенцами из южных губерний Российской империи. Территорию Благодарного пересекает река Мокрая Буйвола, разделяя город на две части. Их соединяет изображённый в гербовом щите старинный мост с двумя арками, олицетворяющий «связь прошлого и настоящего, сохранение традиций и преемственность поколений жителей города». Лазоревое поле щита символизирует реку Буйволу, на берегах которой заложен Благодарный. Другой важной достопримечательностью города, отражённой в гербе, является благодарненский голубь. Эта птица с бело-красным оперением, «помимо уникальности своей породы и местного происхождения, обозначает такие понятия, как миролюбие и духовность, являющиеся нравственными идеалами горожан».
Символизм тинктур поля щита и фигур трактуется следующим образом: серебро олицетворяет чистоту, совершенство, взаимопонимание; золото — богатство, стабильность, уважение и интеллект; лазурь — честь, славу, верность и искренность; червлень — мужество, силу, труд и красоту.

## История

### Герб 1999 года
В декабре 1998 года городской совет народных депутатов объявил проведение открытого конкурса на лучший проект символики города Благодарного. С этой целью при горисполкоме сформировали конкурсную комиссию, в состав которой вошли представители администрации города, депутаты, общественные деятели, художники, преподаватели школы искусств и общеобразовательных учебных заведений. Итоги конкурса были подведены в ноябре 1999 года. Перед этим члены комиссии отобрали для рассмотрения три наиболее интересных варианта герба, разработанных местными художниками И. Тихенко и В. Ждановым.
Герб, исполненный Ждановым, представлял собой щит с зубчатой главой, в поле которого были помещены головка пшеничного колоса в столб, каравай и две противообращённые открытые ладони. Остальные два эскиза были выполнены Тихенко. На одном из них художник изобразил в центре геральдического щита венок, состоявший справа из фрагмента шестерни и слева из пшеничного колоса, и поверх венка поместил фигуру летящего влево голубя. Колос традиционно символизировал плодородие, сельское хозяйство и хлебопашество, а шестерня — индустрию и машиностроение. Образ голубя напоминал о выведенной в Благодарном породе, впоследствии получившей мировую известность. На другом рисунке Тихенко, помимо летящего голубя, присутствовали изображения каменного моста с двумя арками, элеватора и православного храма. Этот эскиз члены комиссии посчитали самым удачным.
В конце ноября 1999 года газета «Благодарненские вести» опубликовала информацию о результатах конкурса, разместив на первой полосе все три рисунка и предложив читателям высказать своё мнение о них. На предложение, в частности, откликнулся глава администрации Благодарненского района Н. С. Сергеев. В декабре того же года на страницах «Благодарненских вестей» появилась его статья «Герб города. Каким ему быть?», в которой были подробно проанализированы достоинства и недостатки описанных выше конкурсных работ. Применение во всех проектах элементов государственной символики (венков из дубовых листьев и колосьев, переплетённых лентами с цветами Флага России), автор публикации счёл неприемлемым, поскольку осуществляемое в городе Благодарном местное самоуправление не входит в систему государственной власти. К общим недостаткам Сергеев также отнёс использование в гербах даты основания Благодарного из-за сомнений в её подлинности. Своё предпочтение глава районной администрации отдал эскизам И. Тихенко и предложил разработать на их основе более лаконичный по своему содержанию герб, поместив фигуру голубя в центр щита и оставив под ней только изображение колоса.
Решением Совета народных депутатов от 1 декабря 1999 года за основу герба муниципального образования города Благодарного был принят победивший в открытом конкурсе проект Игоря Тихенко. Композиция герба включала в себя предложенные художником элементы, отражавшие главные достопримечательности Благодарного: голубя благодарненской породы, старинный мост через реку Буйволу, храм и элеватор. Позднее, вследствие «перегруженности и излишнего художественного натурализма», этот герб был отправлен на доработку.

### Гербы 2000 и 2006 годов
2 марта 2000 года депутаты горсовета утвердили герб города Благодарного в новой редакции:

На геральдическом щите лазурного цвета в верхнем поле голубого оттенка серебряный летящий голубь с червлёным оперением; в нижнем поле синего оттенка — золотой мост с двумя арками.— Решение Благодарненского Совета народных депутатов от 2 марта 2000 года № 131
Графическую доработку герба выполнил Ренат Назаров, художник-дизайнер студии «АРС-Дизайн» (Ставрополь). 15 марта 2000 года газета «Благодарненские вести» разместила рисунок нового герба и его описание. В том же году городские власти возобновили работу над официальной символикой муниципального образования с целью приведения её в соответствие правилам геральдики и разработке в дополнение к гербу флага.
Откорректированный герб города Благодарного и составленный на его основе флаг были переутверждены решением Благодарненской городской Думы 2 марта 2006 года. Окончательный вариант символики разработан при участии Союза геральдистов России авторским коллективом в составе: Игорь Тихенко (Благодарный) — идея герба; Константин Мочёнов (Химки) — геральдическая доработка; Кирилл Переходенко (Конаково) — обоснование символики герба; Ренат Назаров (Ставрополь), Галина Русанова (Москва) — художники и компьютерный дизайн.
18 мая 2006 года, после прохождения экспертизы в Геральдическом совете при Президенте РФ, герб городского поселения был зарегистрирован в Государственном геральдическом регистре под номером 2278.
Решением городской Думы от 6 июля 2007 года, в целях воспитания патриотизма и гражданственности населения Благодарного и популяризации официальной символики города, установлено считать третью субботу сентября Днём герба и флага города Благодарного.
1 мая 2017 года городское поселение город Благодарный было упразднено при преобразовании Благодарненского муниципального района в Благодарненский городской округ.